# Cepogo (Cepogo)
Cepogo is een bestuurslaag in het regentschap Boyolali van de provincie Midden-Java, Indonesië. Cepogo telt 7468 inwoners (volkstelling 2010).